# خيسوس بلانكو
خيسوس بلانكو (بالإسبانية: Jesús Blanco)‏ هو مصارع هاوي أرجنتيني، ولد في 18 نوفمبر 1946.

## وصلات خارجية
- خيسوس بلانكو على موقع أوليمبيديا (الإنجليزية)